# Гостли, Элис
Элис Гостли (англ. Alice Ghostley, 14 августа 1923 или 14 августа 1926, Eve — 21 сентября 2007, Студио-Сити, США) — американская актриса, обладательница премии «Тони» в 1965 году, наиболее известная по своим ролям на телевидении и в театре.

## Биография
Элис Маргарет Гостли родилась в округе Вернон штата Миссури 14 августа 1923 года. Своё детство она провела в Оклахоме, где окончила среднюю школу и поступила в университет. Но спустя некоторое время Элис бросила учёбу и начала свою актёрскую карьеру в театре.
В 1952 году она дебютировала на Бродвее, а спустя два года впервые появилась на киноэкранах. В 1965 году Гостли стала обладательницей премии «Тони» за свою роль в пьесе «Знак в окне Сидни Бруштейн». Наибольшую известность она всё же достигла[стиль] на телевидении, где появилась в таких популярных сериалах, как «Моя жена меня приворожила», «Странная парочка», «Саймон и Саймон» и «Золотые девочки».
На большом экране у Гостли были роли в фильмах «Убить пересмешника» (1962), «Выпускник» (1967) и «Бриолин» (1978).
Элис Гостли была замужем за актёром Фелисом Орланди с 1953 года и до его смерти в 2003 году. Она сама умерла 21 сентября 2007 года от колоректального рака в своём доме в Студио-Сити, пригороде Лос-Анджелеса.

## Награды
- «Тони» 1965 — «Лучшая актриса в пьесе» («Знак в окне Сидни Бруштейн»)